# 須田真理
須田 真理（すだ まり。1961年12月2日（63歳）-）は、愛知県名古屋市出身のフリーアナウンサー。
日本福祉大学社会福祉学部出身。元富山テレビ放送でアナウンサーの他、報道記者や番組ディレクターも務めた。アナウンスハウス所属。

## 現在担当中の番組
- ナイス素適音楽館（YOUテレビ）<音楽ナビゲーター>

## 過去に担当した番組

### 富山テレビ放送
- FNN イブニングワイド とやま6:00〈キャスター〉
- FNNスーパータイムとやま〈キャスター〉
- FNN BBTザ・ヒューマン〈キャスター〉
- BBTスーパーニュース FNN〈キャスター〉
- 110万人の広場クイズフォーカスイン!〈リポーター〉
- 土曜HOTスタジオ志の輔のハイお昼です〈司会〉

### FM NACK5
- ニュース〈アナウンサー〉